# Thoburnia rhothoeca
Espèce
Synonymes
- Catostomus rhothoecus Thoburn, 1896[2]
- Moxostoma rhothoecum (Thoburn, 1896)[3]

Statut de conservation UICN

 LC  : Préoccupation mineure
Thoburnia rhothoeca est une espèce de poissons de la famille des Catostomidae et originaire des États de Virginie et de Virginie-Occidentale aux États-Unis.

## Étymologie
Son nom spécifique, du latin rhothos, « torrent », et eco, « maison », lui a été donné en référence à sa prédilection pour les eaux vives.